# Sergio Fantoni
Sergio Fantoni (Róma, 1930. augusztus 7. – Róma, 2020. április 17.) olasz színész, szinkronszínész.

## Fontosabb filmjei
Mozifilmek
- Paolo e Francesca (1949)
- Il leone di Amalfi (1950)
- Capitan Fantasma (1953)
- Érzelem (Senso) (1954)
- Ercole e la regina di Lidia (1959)
- Caterina Sforza, la leonessa di Romagna (1959)
- La Battaglia di Maratona (1959)
- La notte del grande assalto (1959)
- Rómában éjszaka volt (Era notte a Roma) (1960)
- Seddok, l’erede di Satana (1960)
- Ester e il re (1960)
- I delfini (1960)
- A bérgyilkos (Il sicario) (1961)
- Gioventù di notte (1961)
- Man nennt es Amore (1961)
- Dieci italiani per un tedesco (Via Rasella) (1962)
- Nagy Katalin cárnő (Caterina di Russia) (1963)
- Kali Yug, la dea della vendetta (1963)
- Il mistero del tempio indiano (1963)
- A díj (The Prize) (1963)
- Cadavere per signora (1964)
- Do Not Disturb! (1965)
- Az elrabolt expresszvonat (Von Ryan’s Express) (1965)
- Mit csináltál a háborúban, papa? (What Did You Do in the War, Daddy?) (1966)
- Üldözési mánia (Diaboliquement vôtre) (1967)
- Darázsfészek (Hornets’ Nest) (1970)
- Rossz emberek folyója (El hombre de Río Malo) (1971)
- Az építész hasa (The Belly of an Architect) (1987)
- The Accidental Detective (2003)

Tv-filmek
- Anna Karenina (1974)
- Delitto di stato (1982)
- A titkos fiók (Le tiroir secret) (1986–1987)
- Nagy Károly (Charlemagne, le prince à cheval) (1994)
- Századvég (Fine secolo) (1999)

Tv-sorozatok
- Polip – Az utolsó titok (Polip - Az utolsó titok) (1986, négy epizódban)
- Mission Eureka (1989)
- Montalbano felügyelő (Il commissario Montalbano) (1999, egy epizódban)